# Округ Октибеха (Мисисипи)
Октибеха (енгл. Oktibbeha County) је округ у америчкој савезној држави Мисисипи.

## Демографија
По попису из 2010. године број становника је 47.671, што је 4.769 (11,1%) становника више него 2000. године.
| Група             | 2000.          | 2010.          |
| Белци             | 24.973 (58,2%) | 27.825 (58,4%) |
| Афроамериканци    | 16.059 (37,4%) | 17.431 (36,6%) |
| Азијати           | 1.086 (2,5%)   | 1.156 (2,4%)   |
| Хиспаноамериканци | 461 (1,1%)     | 683 (1,4%)     |
| Укупно            | 42.902         | 47.671         |